# Trofeo Anderson–Tendulkar 2025
Il Trofeo Anderson–Tendulkar 2025 consiste in una tournée della nazionale di cricket dell'India  in Inghilterra da giugno ad agosto 2025, durante il quale ha affrontato la nazionale di cricket dell'Inghilterra. Il tour comprende una serie di cinque Test match, che fanno parte dell'edizione 2025–2027 dell'ICC World Test Championship.
Il Torneo è la prima edizione del Trofeo Anderson–Tendulkar.

## Partite amichevoli non ufficiali
| 30 maggio - 2 giugno Referto |

| India A           | v | England Lions     |
| 557 (125.1 overs) |   | 587 (145.5 overs) |
| 241/2 (41 overs)  |   |                   |

- England Lions vince il sorteggio e decide di difendere

| 6-9 giugno Referto |

| India A           | v | England Lions   |
| 348 (89.3 overs)  |   | 327 (89 overs)  |
| 417/7d (92 overs) |   | 32/3 (11 overs) |

- England Lions vince il sorteggio e decide di difendere

## Risultati

### Test 1
| 20-24 giugno Referto |

| India           | v | Inghilterra       |
| 471 (113 overs) |   | 465 (100.4 overs) |
| 364 (96 overs)  |   | 373/5 (82 overs)  |

- Inghilterra vince il sorteggio e decide di difendere

### Test 2
| 2-6 luglio Referto |

| India             | v | Inghilterra      |
| 587 (151 overs)   |   | 407 (89.3 overs) |
| 427/6d (83 overs) |   | 271 (68.1 overs) |

- Inghilterra vince il sorteggio e decide di difendere

### Test 3
| 10-14 luglio Referto |

| Inghilterra       | v | India             |
| 387 (112.3 overs) |   | 387 (119.2 overs) |
| 192 (62.1 overs)  |   | 170 (74.5 overs)  |

- Inghilterra vince il sorteggio e decide di battere

### Test 4
| 23-27 luglio Referto |

| Inghilterra | v | India |
|             |   |       |
|             |   |       |

### Test 5
| 31 luglio-4 agosto Referto |

| Inghilterra | v | India |
|             |   |       |
|             |   |       |